# Sulle colline della Manciuria
Sulle colline della Manciuria (in russo На сопках Маньчжурии?, Na sopkach Manʹčžurii) è un valzer del compositore russo Ilʹja Alekseevič Šatrov, risalente al 1906.

## Storia
Il titolo originario del valzer era Il reggimento Mokšanskij sulle colline della Manciuria (in russo Мокшанскій полкъ на сопкахъ Маньчжуріи?, Mokšanskij polk" na sopkach" Manʹčžurii) e si riferiva ad un fatto avvenuto durante la battaglia di Mukden, l'ultima battaglia di terra della guerra russo-giapponese: il reggimento di fanteria Mokšanskij venne circondato dalle forze giapponesi per undici giorni, durante i quali subì varie perdite. Šatrov prestò servizio nel reggimento come capobanda e di ritorno dalla guerra decise di comporre un valzer in ricordo di quell'avvenimento. Nel 1906, quando il reggimento si trovava nella città di Samara, Šatrov conobbe Oskar Filippovič Knaub, il proprietario di un negozio di musica locale, che lo aiutò a pubblicare il brano e in seguitò ne acquisì la proprietà. Il brano venne pubblicato nel 1907.
La prima vera esecuzione del brano avvenne il 24 aprile 1908 nel giardino Strukovskij di Samara. All'inizio il valzer venne accolto freddamente, ma poi questo acquisì popolarità e, a soli tre anni dalla sua pubblicazione, Knaub pubblicò 82 versioni diverse della composizione. In seguito alla pubblicazione del valzer, il poeta Stepan Gavrilovič Petrov, meglio noto con lo pseudonimo Skitalec, scrisse un testo da abbinare alla musica di Šatrov: i versi originali riguardavano i soldati caduti che riposavano nelle loro tombe in Manciuria, ma in seguito il testo venne revisionato durante la seconda guerra mondiale.
Nel 2020, a Samara, è stato indotto un concorso per realizzare un monumento dedicato alla prima esecuzione della composizione, da collocarsi nel giardino Strukovskij.

## Testo
| Testo in russo | Traslitterazione | Traduzione |
| --- | --- | --- |
| Тихо вокруг, сопки покрыты мглой, Вот из-за туч блеснула луна, Могилы хранят покой. Белеют кресты – это герои спят. Прошлого тени кружат давно, О жертвах боёв твердят. Плачет, плачет мать родная, Плачет молодая жена, Плачут все, как один человек, Злой рок и судьбу кляня! Тихо вокруг, ветер туман унёс, На сопках маньчжурских воины спят И русских не слышат слёз. Пусть гаолян вам навевает сны, Спите герои русской земли, Отчизны родной сыны. Плачет, плачет мать родная, Плачет молодая жена, Плачут все, как один человек, Злой рок и судьбу кляня! Вы пали за Русь, погибли вы за Отчизну, Поверьте, мы за вас отомстим И справим кровавую тризну! | Ticho vokrug, sopki pokryty mgloj, Vot iz-za tuč blesnula luna, Mogily chranjat pokoj. Belejut kresty – èto geroi spjat. Prošlogo teni kružat davno, O žertvach boëv tverdjat. Plačet, plačet matʹ rodnaja, Plačet molodaja žena, Plačut vse, kak odin čelovek, Zloj rok i sudʹbu kljanja! Ticho vokrug, veter tuman unës, Na sopkach manʹčžurskich voiny spjat I russkich ne slyšat slëz. Pustʹ gaoljan vam navevaet sny, Spite geroi russkoj zemli, Otčizny rodnoj syny. Plačet, plačet matʹ rodnaja, Plačet molodaja žena, Plačut vse, kak odin čelovek, Zloj rok i sudʹbu kljanja! Vy pali za Rusʹ, pogibli vy za Otčiznu, Poverʹte, my za vas otomstim I spravim krovavuju triznu! | Intorno tutto è calmo, le colline sono coperte dalla foschia, all'improvviso la luna brilla tra le nuvole, le tombe rimangono impassibili. Il bianco bagliore delle croci – gli eroi riposano. Le ombre del passato girano intorno, ricordando le vittime delle battaglie. Piange, piange la cara madre, piange la giovane moglie, tutti piangono come una persona sola, maledicendo il fato, maledicendo il destino! Intorno tutto è calmo, il vento ha scacciato la nebbia, i guerrieri riposano sulle colline della Manciuria e non possono udire le lacrime russe. Lasciati cullare dal fruscio del sorgo, riposate in pace, eroi del suolo russo, cari figli della Patria. Piange, piange la cara madre, piange la giovane moglie, tutti piangono come una persona sola, maledicendo il fato, maledicendo il destino! Ti innamorasti della Russia, sei caduto per la Patria, fidati di noi, ti vendicheremo e celebreremo una festa sanguinosa! |

## Musica
La tonalità del brano è il mi bemolle minore nella versione orchestrale originale e il fa minore nell'arrangiamento popolare.

## Nella cultura di massa
Sulle colline della Manciuria è presente in vari film, tra i quali Vai avanti tu che mi vien da ridere del 1982 (nella scena girata a Villa Aldobrandini), Urga - Territorio d'amore di Nikita Michalkov (1991), Onegin di Martha Fiennes (1999) e Brestskaja krepost' (2010).
Un arrangiamento per fisarmonica è presente in un episodio della seconda stagione della serie televisiva israeliana Shtisel.